# 中村晃 (作家)
中村 晃（なかむら あきら、1928年 - ）は、日本の歴史小説作家。山形県寒河江市生まれ。東北大学文学部哲学科卒業。山形市芸術文化協会理事。
1986年（昭和61年）直江兼続の軍略と生涯を描いた『大軍師直江山城守』にてデビュー。主に史実に取材した歴史小説を手掛ける。『量の次代』『諸行無常の歌』で青鷗賞準賞受賞。明治以降の政治家・軍人の生涯を描いた小説作品が多く、古典作品の現代語訳も手掛ける。

## 作品リスト
※ 単行本の刊行順に記す。
- 大軍師直江山城守（1986年6月、叢文社、1993年2月、叢文社（新装改訂版）、1995年5月、「直江兼続 宿敵・家康も惚れた名軍師」に改題の上PHP研究所PHP文庫） ISBN 4-569-56758-4
- 修羅鷹 最上義光（1987年4月、叢文社、2006年8月、「最上義光 伊達・上杉と死闘を演じた出羽の勇将」に改題の上PHP文庫） ISBN 4-569-66654-X
- 黒衣の宰相天海（1987年10月、叢文社、2000年1月、「天海 徳川三代を支えた黒衣の宰相」に改題の上PHP文庫） ISBN 4-569-57357-6
- 最上義光物語（1989年5月、ニュートンプレス教育社新書） ISBN 4-315-50969-8
- 怒り宰相小磯国昭（1991年5月、叢文社） ISBN 4-7947-0186-1
- 大軍師児玉源太郎（1993年7月、叢文社、1999年10月、「児玉源太郎 神謀と奇略の大軍師」に改題の上PHP文庫） ISBN 4-569-57322-3
- 謙信軍記・上杉二十五将（1994年6月、勉誠出版） ISBN 4-585-05103-1
- 風雲に吼ゆ 岩崎弥太郎（1995年10月、叢文社） ISBN 4-7947-0226-4
- 関ケ原の戦い（梶鮎太：絵、1996年5月、勉誠出版） ISBN 4-585-09010-X
- 北条早雲 理想郷を夢見た風雲児（1996年10月、PHP文庫） ISBN 4-569-56944-7
- 鬼謀の宰相原敬（1996年11月、勉誠出版） ISBN 4-585-05025-6
- 東郷平八郎 The honest Japanese（1996年11月、勉誠出版） ISBN 4-585-05024-8
- 大久保利通 近代日本を創り上げた叡知児（1997年10月、PHP文庫） ISBN 4-569-57074-7
- 秋山真之 日本海海戦の名参謀（1999年4月、PHP研究所、2001年3月、幻冬舎幻冬舎文庫） ISBN 4-344-40085-2
- 平清盛 時代を切り拓いた武家の棟梁（2000年11月、PHP文庫） ISBN 4-569-57465-3
- 図解雑学 徳川家康 （2002年7月、ナツメ社） ISBN 4-8163-3266-9
- 哲人参謀石原莞爾（2003年3月、叢文社） ISBN 4-7947-0444-5
- 楠流軍学に学ぶ経営戦略（2003年10月、東京経済） ISBN 4-8064-0730-5
- 新陰流上泉信綱（2004年11月、勉誠出版） ISBN 4-585-05319-0
- 万松寺首塚縁起（2005年11月、勉誠出版） ISBN 4-585-05339-5

### 現代語訳
- 愛欲怪奇今昔物語集（2004年1月、勉誠出版） ISBN 4-585-09045-2
- 平治物語 現代語で読む歴史文学（西沢正史：解説、2004年6月、勉誠出版） ISBN 4-585-07067-2
- 完訳源平盛衰記 2 巻六～巻十一（2005年9月、勉誠出版） ISBN 4-585-07054-0
- 完訳源平盛衰記 6 巻三十一～巻三十六（2005年10月、勉誠出版） ISBN 4-585-07058-3
- 怪奇幻想雨月物語（上田秋成：作、2005年11月、勉誠出版） ISBN 4-585-05338-7